# Drag (k.d. lang)
Drag è un album in studio della cantante canadese k.d. lang, pubblicato nel 1997. Si tratta di un disco di cover. Le canzoni in esso contenute trattano il tema del fumo.

## Tracce
1. Don't Smoke in Bed – 3:22 (Willard Robison)
2. The Air That I Breathe – 5:58 (Albert Hammond, Mike Hazlewood)
3. Smoke Dreams – 3:49 (John Klenner, Lloyd Shaffer, Ted Steele)
4. My Last Cigarette – 4:09 (Gary Clark, Boo Hewerdine, Neill MacColl)
5. The Joker – 4:44 (Eddie Curtis, Ahmet Ertegün, Steve Miller)
6. Theme from the Valley of the Dolls – 3:02 (Dory Langdon, André Previn)
7. Your Smoke Screen – 2:29 (David Barbe)
8. My Old Addiction – 6:39 (David Wilcox)
9. Till the Heart Caves In – 3:30 (T-Bone Burnett, Bob Neuwirth, Roy Orbison)
10. Smoke Rings – 3:36 (Gene Gifford, Ned Washington)
11. Hain't It Funny? – 6:23 (Jane Siberry)
12. Love Is Like a Cigarette – 4:45 (Jerome Jerome, Walter Kent, Richard Byron)